# Philippe Thill
Pour les articles homonymes, voir Thill.
Philippe Thill, né Philippe Gabriel Clément Thill le 10 décembre 1937 à Saint-Genis-Laval, mort le 2 février 2010 à Cassis, est un sculpteur français, lauréat du prix de Rome en 1963.

## Biographie
La mère de Philippe Thill est peintre et son père ingénieur et poète. Philippe Thill grandit dans de nombreux quartiers de Marseille et à Toulon. À l'âge de quinze ans, après avoir été scolarisé au Lycée Marseilleveyre, il entre à l'école des beaux-arts de Marseille où il obtient de nombreux prix.
En 1956, il est admis à l'école des beaux-arts de Paris où il est l'élève de Marcel Gimond, puis d'Henri-Georges Adam. Il obtient des bourses de voyage en étant primé et devient massier de l'atelier.
En 1959 il obtient le prix de sculpture pour la section française de la 3e Biennale de Paris puis, en 1961 et 1962, le grand prix d'art monumental. En 1963 Philippe Thill obtient le premier grand prix de Rome de sculpture puis reçoit la grande médaille de l'Académie du Var en 1964.
Il effectue ensuite un séjour de quatre ans à la Villa Médicis, de 1964 à 1967, où il est en contact avec Balthus alors directeur de la Villa Médicis, mais aussi André Barelier, Brigitte Baumas, Jacqueline Deyme, Jean-Marc Lange, Frédérique Klossowski de Rolla...
Philippe Thill meurt en 2010, chez lui à Cassis dans la villa qu'il avait construite.

## Œuvre
Philippe Thill réalise des sculptures en bronze, mais a surtout fait de la résine son matériau de prédilection. On lui commande une soixantaine d'œuvres monumentales.

## Expositions
- « Philippe Thill, œuvres intimes », mai 2010 à Paris[7].
- « Hommage à Philippe Thill », du 14 au 23 octobre 2011 à Cassis (Bouches-du-Rhône)[8].